# Бровцын, Александр Алексеевич
Александр Алексеевич Бровцын, Бровцын 2-й (6 апреля 1872, Кронштадт, Санкт-Петербургская губерния — не ранее 1917) — русский морской офицер, капитан 1-го ранга (1916). Участник военных действий в Китае в 1899-1900 годах, русско-японской и Первой мировой войны. 

## Биография
Родился 6 апреля 1872 года в Кронштадте, в семье офицера Российского императорского флота А. А. Бровцына (1834 — 1889), впоследствии генерал-майора по адмиралтейству (1886). Из дворян Новгородской губернии, православный. Дед - контр-адмирал, Георгиевский кавалер Александр Алексеевич Бровцын, второй дед - генерал-лейтенант по адмиралтейству И. С. Варваци. 
В службе с 15.08.1891 года. Закончил Морской кадетский корпус в 1894 году, мичман (15.09.1894). В 1-м флотском экипаже (1894). Прошёл курс в морской учебно-стрелковой команде (1896). 09.09.1897 успешно окончил курс в  Минном офицерском классе с зачислением в минные офицеры 2-го разряда. Лейтенант (18.04.1899). Служил в Квантунском флотском экипаже. В заграничном плавании на эскадроном броненосце „Наварин" (1900-1901). Участник подавления Ихэтуаньского восстания.
На судах Эскадры Тихого океана в 1903-1904 годах. 30.09.1903 зачислен в минные офицеры 1-го разряда. Участник русско-японской войны.  Старший офицер крейсера 1-го ранга «Паллада». Участвовал в отражении первых атак миноносцев противника и во всех морских боях с японцами. Командир миноносца „Грозовой" (12.05.1904 - 3.08.1904). Сопровождал пароход «Богатырь» во время минных постановок (19.07.1904). Участвовал в бое в Желтом море у мыса Шантунг (28.07.1904). После боя корабль ушел в устье Янцзы, затем вверх по реке в Шанхай, где по требованию китайских властей был разоружен (11.08.1904). 
7 февраля 1906 года переведен в Балтийский флот, с отчислением от должности командира миноносца и зачислением в 16-й флотский экипаж. 20.03.1906 переведен в Черноморский флот с зачислением в 35-й флотский экипаж. 09.10.1906 переведен в Балтийский флот с зачислением в 7-й флотский экипаж. 26.03.1907 назначен командиром миноносца № 212. Командир миноносца № 212 (1907). Служил в 1-м флотском экипаже (1907). Капитан-лейтенант (11.07.1907).  
В пограничной страже (ВП ПС 30.11.1907). Командир крейсера «Гридень» 25-й Черноморской бригады пограничной стражи (ШПС № 34 от 2.06.1909 – 1910). Переведен из ОКПС во флот тем же чином (28.03.1911) с зачислением в береговой состав и назначением экипаж-мейстером Севастопольского порта. 08.08.1911 назначен младшим помощником капитана над Севастопольским портом. Капитан 2-го ранга (6.12.1911).  
Участник Первой мировой войны. Командир эскадренного миноносца "Жуткий" (1913-1914). 17.02.1914 назначен ВРИД, а 10.03.1914 начальником Восточного района береговых наблюдательных постов и станций Черного моря. 05.12.1915 назначен начальником района службы связи побережья высадки Черного моря. 15.04.1916 возвращен на должность начальника Восточного района береговых наблюдательных постов и станций Черного моря.  Капитан 1-го ранга за отличие (06.12.1916). 
12 декабря 1916 года зачислен в береговой состав. 19 июля 1917 был назначен командиром Николаевского флотского полуэкипажа.   

## Награды
- орден св. Анны 3 ст. с мечами и бантом (29 января 1901), "за участие в походе на Синминтын и Мукден с 21-го сентября по 3-е октября и занятие города Дзинчкоуфу"
- орден  св, Владимира 4 ст. с мечами и бантом (6 декабря 1901), "за боевые отличия при усмирении китайских мятежников"
- серебряная медаль в память военных событий в Китае в 1900 – 1901 гг. (1902),
- орден св. Станислава 2 ст. с мечами (14 марта 1904), "за проявленное особое мужество, воинскую доблесть и в воздаяние отличной храбрости во время отражения внезапной минной атаки на эскадру Тихого океана 26-го и в бою 27-го января с японским флотом"
- орден св. Анны 2 ст. с мечами (12 декабря 1905) "за отличия в делах против неприятеля под Порт-Артуром"
- нагрудный знак для защитников крепости Порт-Артур (1914).

## Семья
- Жена – Вера Михайловна, урождённая Сниткина, племянница Анны Григорьевны Сниткиной, жены Фёдора Михайловича Достоевского[5].
- Бровцын, Алексей Александрович (12 августа 1908-14 марта 1981) - советский театральный художник, участник войны[5].

## Примечание
1. 1 2 3  Морской сборник, 1908
2. ↑  Личный состав чинов ОКПС по старшинству на 1.01.1909 С.-ПБ – 1909
3. ↑  Морской сборник, 1911
4. ↑  Список личного состава судов флота строевых и административных учреждений морского ведомства. 1916
5. 1 2  Виртуальная выставка А. А. Бровцына, посвящённая 110-летию со дня рождения художника. rmii.ru. Республиканский музей изобразительных искусств Марий Эл (2024). Дата обращения: 20 октября 2024. Архивировано 17 июня 2021 года.